# 阿納莫羅斯

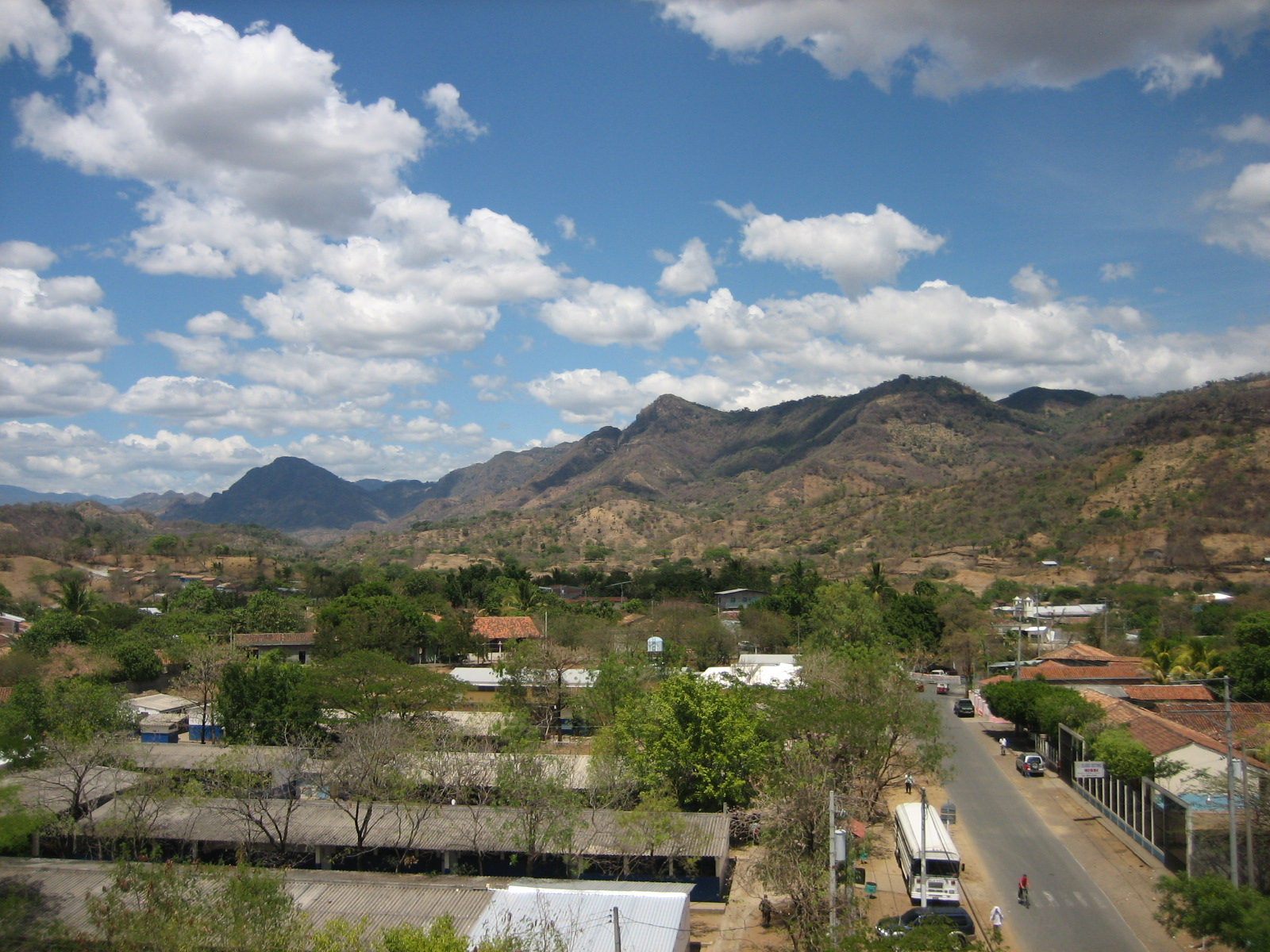

阿納莫羅斯（西班牙語：Anamorós），是薩爾瓦多的城鎮，位於該國東部，由拉烏尼翁省負責管轄，面積108平方公里，海拔高度166米，2007年人口14,551，人口密度每平方公里134.73人。
13°44′N 87°52′W / 13.733°N 87.867°W